# Schloss Lüchow
Das Schloss Lüchow war eine Schlossanlage in Lüchow in Niedersachsen, von der heute nur noch der Amtsturm als ehemaliger Wehrturm vorhanden ist. Das Schloss entstand Ende des 14. Jahrhunderts an der Stelle eines slawischen Burgwalls und einer späteren Burg. Beim verheerenden Stadtbrand von 1811 wurden die Reste des bereits verfallenen Schlosses zerstört. Erhalten geblieben ist nur der heute denkmalgeschützte Amtsturm.

## Geschichte

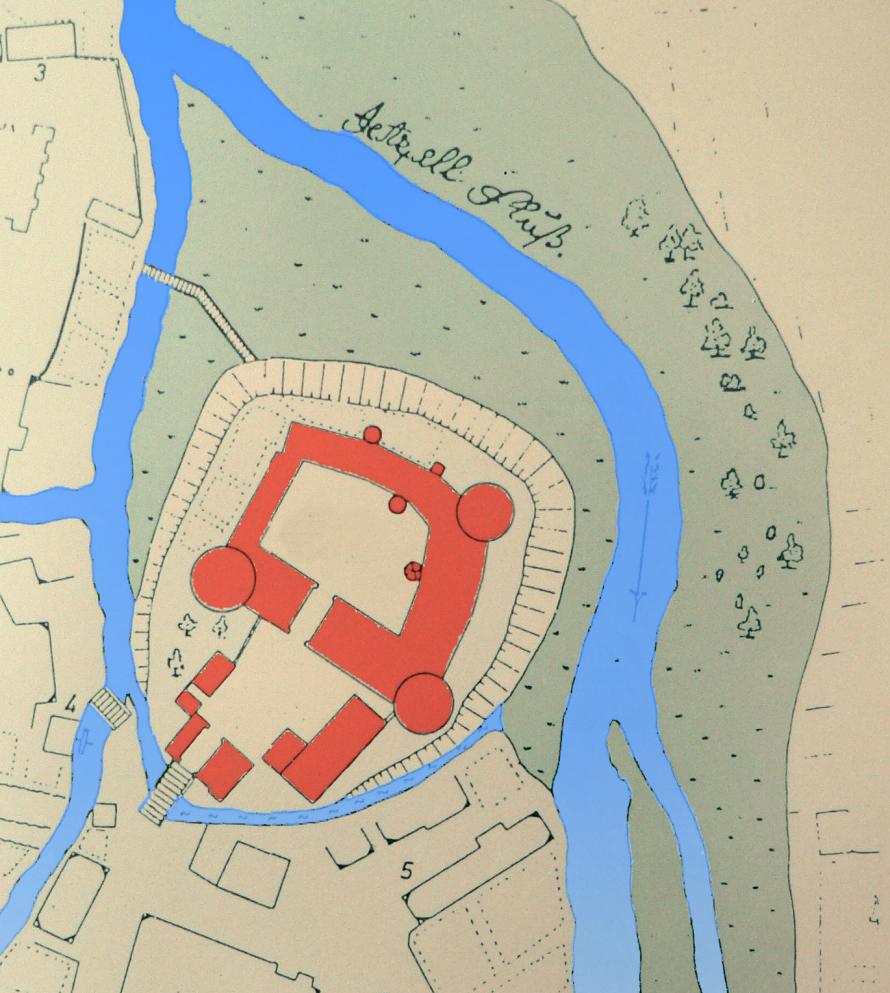
Grundriss der Schlossanlage um das Jahr 1700

Die geographisch günstige Lage einer Sandinsel in einer Flussschleife der Drawehner Jeetzel wurde bereits Jahrhunderte vor Erbauung des Schlosses für ein Verteidigungswerk genutzt. An der Stelle befand sich ein slawischer Ringwall von 75 Meter Durchmesser, der sich bei archäologischen Ausgrabungen Mitte der 1980er Jahre nachweisen ließ. Der Wall hatte vier unterschiedliche Bauphasen, bei denen es in zwei Phasen zur Zerstörung durch Brand gekommen war. Dendrochronologische Untersuchungen an geborgenen Hölzern ergaben für die erste Bauphase die Jahre um 1040. Aus dem Jahr 1058 stammen die Hölzer für die Palisade am Graben. Um das Jahr 1072 wurde die Burg das erste Mal zerstört, doch zwei Jahre später errichtete man erneut einen Wall. 1085 wurde die Burg dann abermals niedergebrannt. Des Weiteren fanden sich Scherben spätslawischer Keramik und in tieferen Bodenschichten Menkendorfer Keramik, so dass hier eine noch ältere slawische Verteidigungsanlage zu vermuten ist.
Die erste urkundliche Ersterwähnung der Burg fällt in das Jahr 1144, als die Burg neuer Sitz der Grafen von Warpke wurde, die sich nun nach ihrem neuen Wohnort Grafen von Lüchow nannten. 1274 wurden Stadt und Burg Lüchow von den Herzögen von Braunschweig-Lüneburg an die Markgrafschaft Brandenburg verkauft. 1318 starb das Lüchower Grafengeschlecht aus. 1320 erwarben die Herzöge von Braunschweig-Lüneburg die Grafschaft wieder zurück. Sie verpfändeten die Burg in der Folgezeit an wechselnde Pfandnehmer, zudem war sie ab 1370 Sitz einer herzoglichen Vogtei. Durch Aufschütten von Erde entstand die Erhebung des Burgberges, der später als Amtsberg bezeichnet wurde.
Laut dem Zeichner und Verleger Matthäus Merian wird die Erbauung der Schlossanlage um 1470 der Gräfin Anna von Nassau-Dillenburg zugeschrieben, die von 1471 bis 1473 in Lüchow weilte. Allerdings dürften bereits vor ihrer Anwesenheit große Teile der Anlage bestanden haben. Auf ihr Wirken weist 1474 die Nennung eines kurz zuvor entstandenes neuen Hauses, wozu auch der Amtsturm zählt, hin. Die Schlossanlage wird auf einem Merian-Stich von 1654 als „Fürstliches Schloss“ bezeichnet. Es diente Anna von Nassau-Dillenburg zwischen 1496 und 1504 als Witwensitz. Im 17. und 18. Jahrhundert hatte das Amt Lüchow seinen Sitz im Schloss. Zu dieser Zeit war das Schloss teilweise verfallen, so dass im 18. Jahrhundert der Südflügel sowie die Türme des Westflügels abgetragen wurden. 1811 brannte das Schloss bei einem verheerenden Stadtbrand ab. Neben dem Amtsturm blieben nur die Außenwände des Schlosses stehen, dies dann Mitte des 19. Jhs. abgetragen wurden. Bei den Ausgrabungen Mitte der 1980er Jahre wurde ein Abflusskanal des Schlosses freigelegt und restauriert.

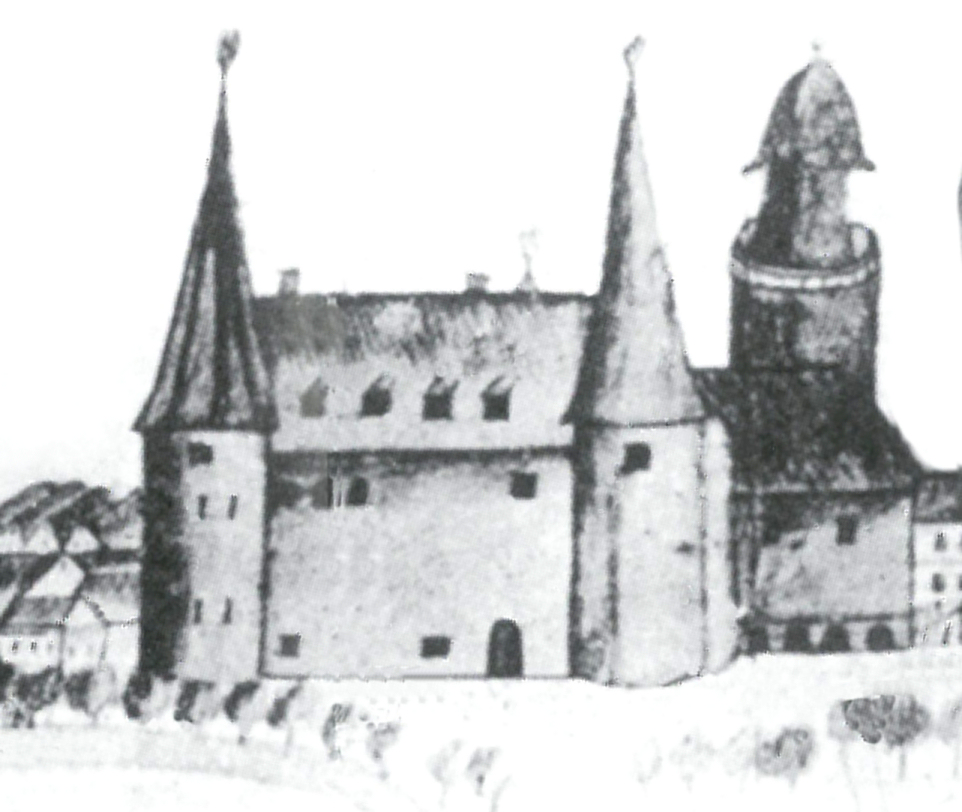
Das Schloss mit Amtsturm um 1650
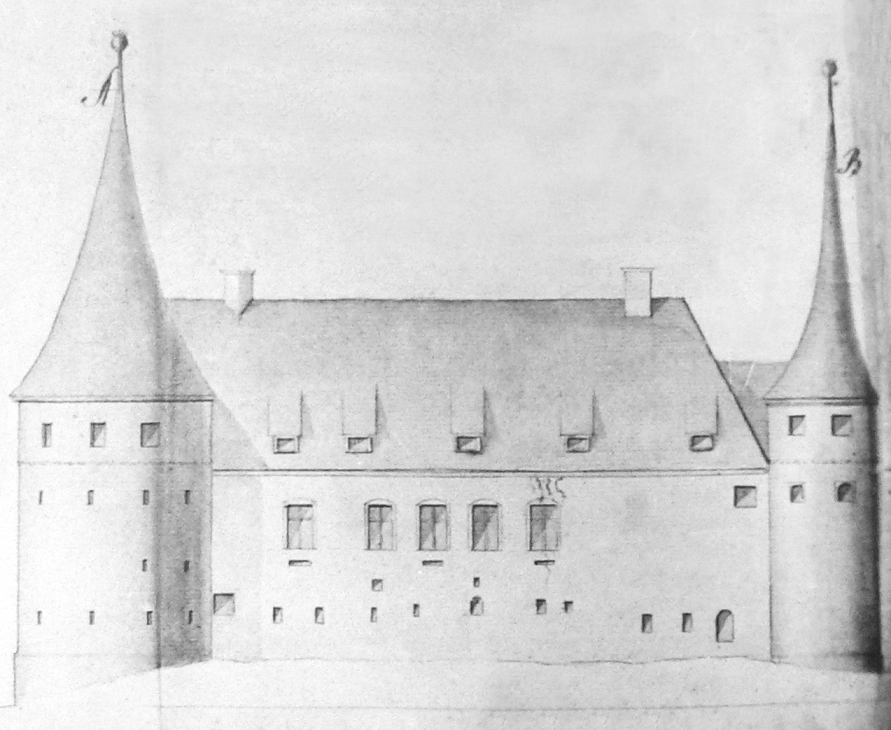
Bauzeichnung vom Schloss um 1750
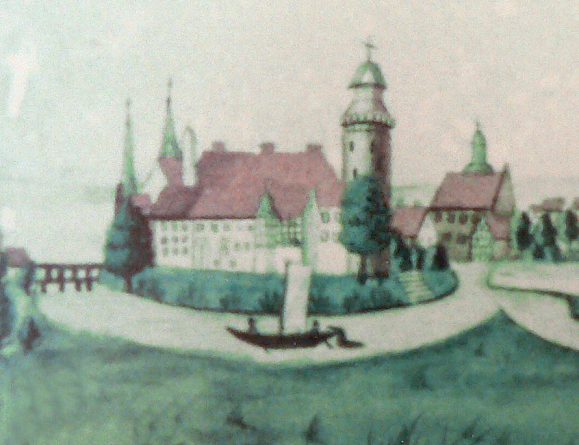
Das von einem Wasserlauf umflossene Schloss um 1750
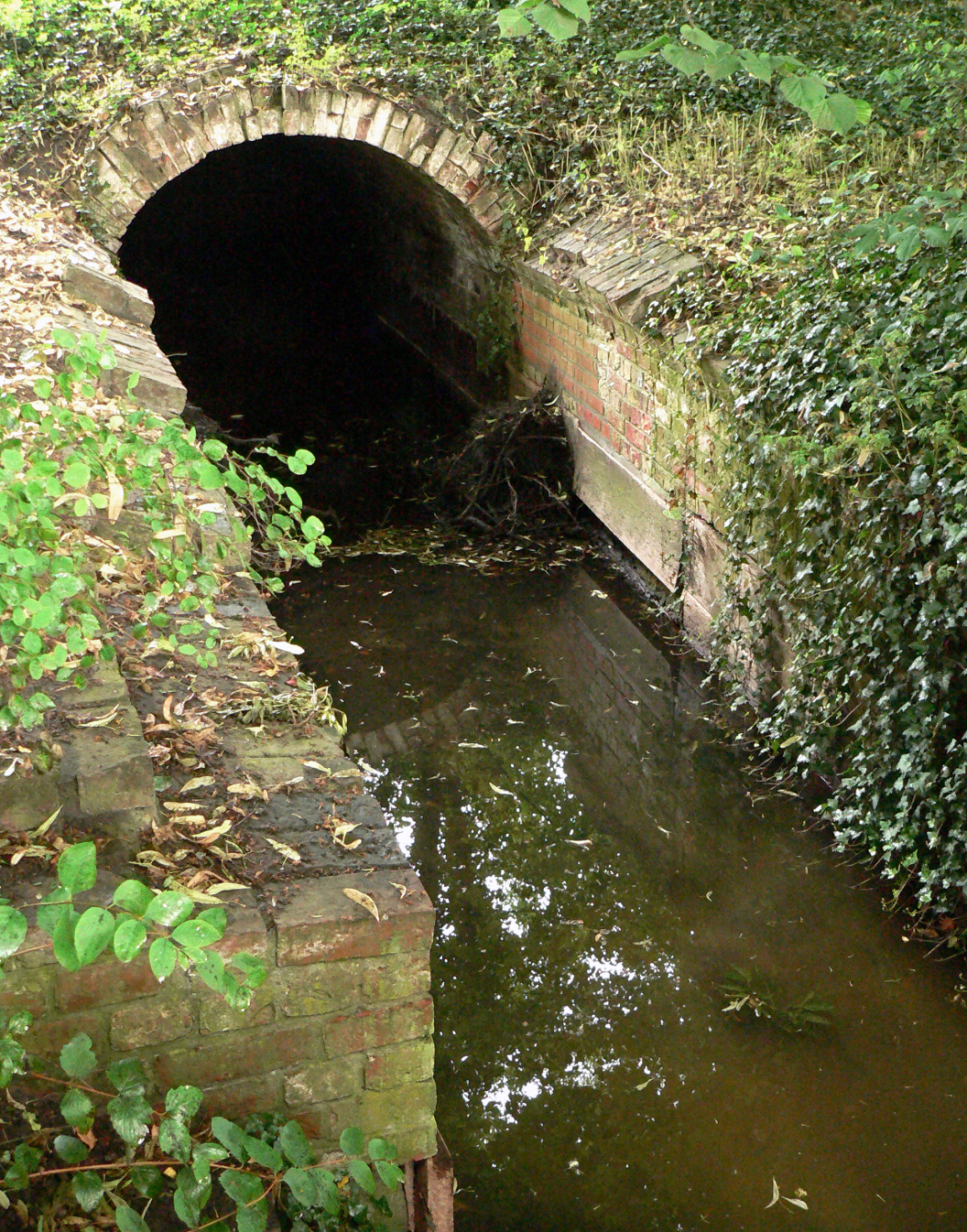
Der bei Ausgrabungen freigelegte Abflusskanal unter dem Schloss

## Beschreibung
Die früheste Burganlage aus slawischer Zeit bestand aus einem Ringwall von ca. 75 m Außendurchmesser. Der Wall war aus mit Erde gefüllten Holzkästen konstruiert worden und zusätzlich mit einer Palisade und einem vorgelagerten Graben geschützt.
Die Gestalt der Grafenburg, die auf dem aufgeschütteten Burghügel errichtet wurde, lässt sich nicht rekonstruieren. Das aussehen der durch die Gräfin Anna errichteten Schlossanlage ist durch den Stich von Matthäus Merian aus dem Jahr 1654 und einen Plan des 18. Jhs. bekannt. Demnach bestand sie aus einer Vierflügelanlage mit einer Durchfahrt im Nordflügel und zwei Rundtürmen an den Ecken. Der heute noch bestehende sogenannte Amtsturm war der nordöstliche Eckturm. 

## Amtsturm

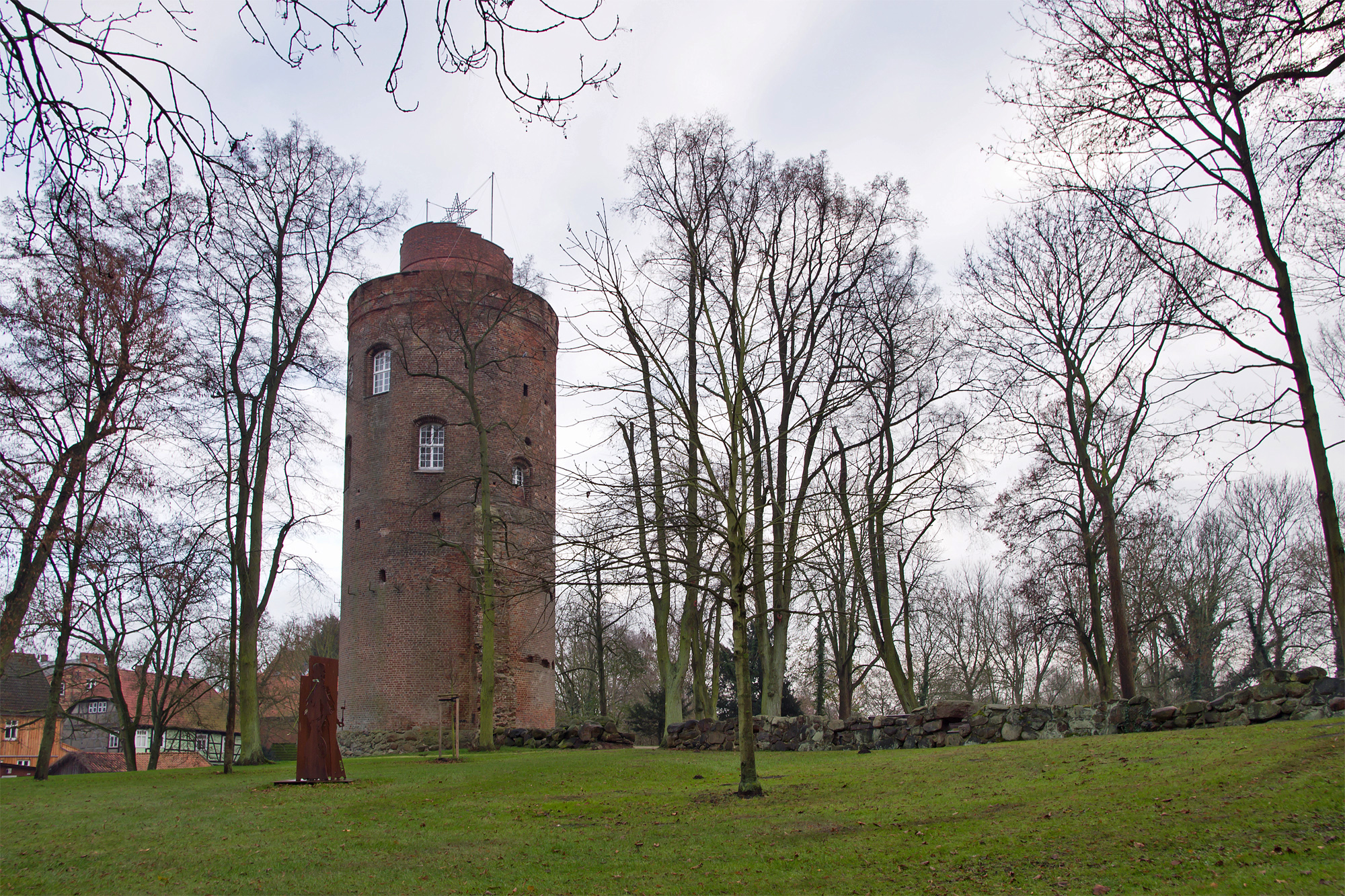
Der Amtsturm und Feldsteinfundamente als letzte Reste von Schloss Lüchow auf dem Amtsberg

Überreste des 1811 abgebrannten Schlosses sind der etwa 22 Meter hohe Amtsturm und Fundamentmauern von Schlossgebäuden. Der runde, fünfgeschossige Amtsturm steht auf einem Sockelgeschoss aus Feldsteinen und darüber aus bis zu 3,5 Meter starken Mauern aus Backstein. Die runde Form und der schmale Turmaufsatz sind für Norddeutschland ungewöhnlich. Ursprünglich hatte der Turmaufsatz eine Höhe von 12 Meter, wovon heute nur noch der Ansatz vorhanden ist und war von einer fünf Meter hohen Dachhaube bedeckt. Es handelt sich bei der Turmform um einen sogenannten Butterfassturm, der im 14. und 15. Jahrhundert im rheinischen und hessischen Raum verbreitet war. Ähnliche Türme gibt es unter anderem in Bad Godesberg, Bad Kreuznach, Felsberg (Felsburg), Friedberg und Köln. Es wird vermutet, dass die Erbauerin Anna von Nassau-Dillenburg diese Turmform aus ihrer rheinischen Heimat mitbrachte. 
Der Amtsturm diente im unteren Bereich als Batterieturm. Die Schießscharten der Kanonen verfügen über kleine Lüftungsöffnungen, damit der Pulverdampf abziehen kann. Im ersten Obergeschoss gab es Schießscharten für Hakenbüchsen, wovon eingebaute Prellhölzer zur Auflage der schweren Waffen zeugen. Die Gebäudegeschosse im zweiten und dritten Stock waren bewohnbar und deswegen wurde der Turm früher als Hausmannsturm bezeichnet. Außerdem wurde er als Wohnung des Amtmannes und als Gefängnis genutzt. 
An zwei Turmseiten bestehen bis in etwa 10 Meter Höhe Maueransätze, die von einstigen Gebäuden oder der Ringmauer stammen. Seit 1930 hat das in den Jahren 1989 bis 1992 neu gestaltete Heimatmuseum für das Wendland seinen Sitz im fünfgeschossigen Turm. Er dient auch als Aussichtsturm und ermöglicht einen Blick auf die Niederung der Jeetzel sowie bis zum 14 km entfernten Salzwedel in der Altmark.

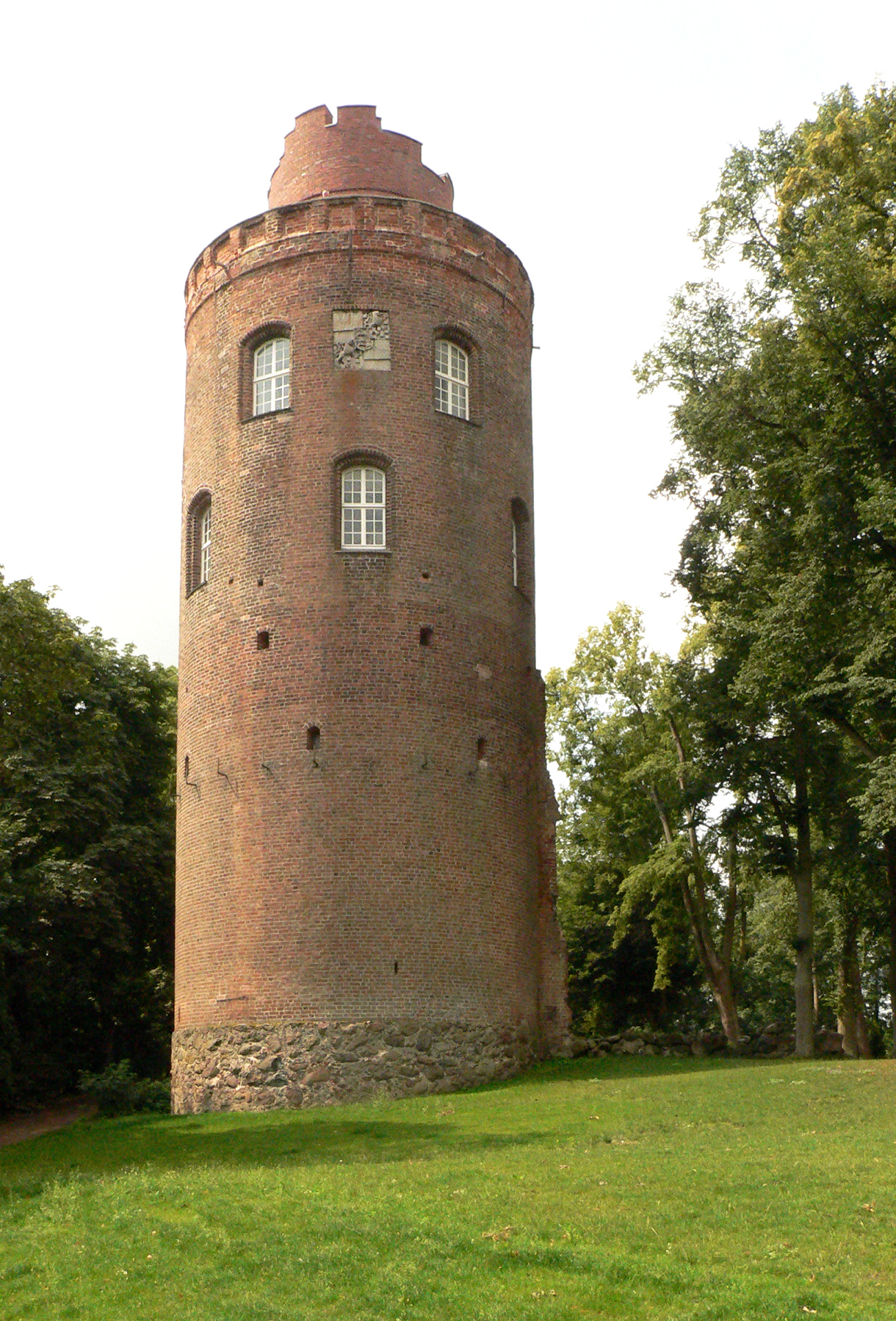
Amtsturm
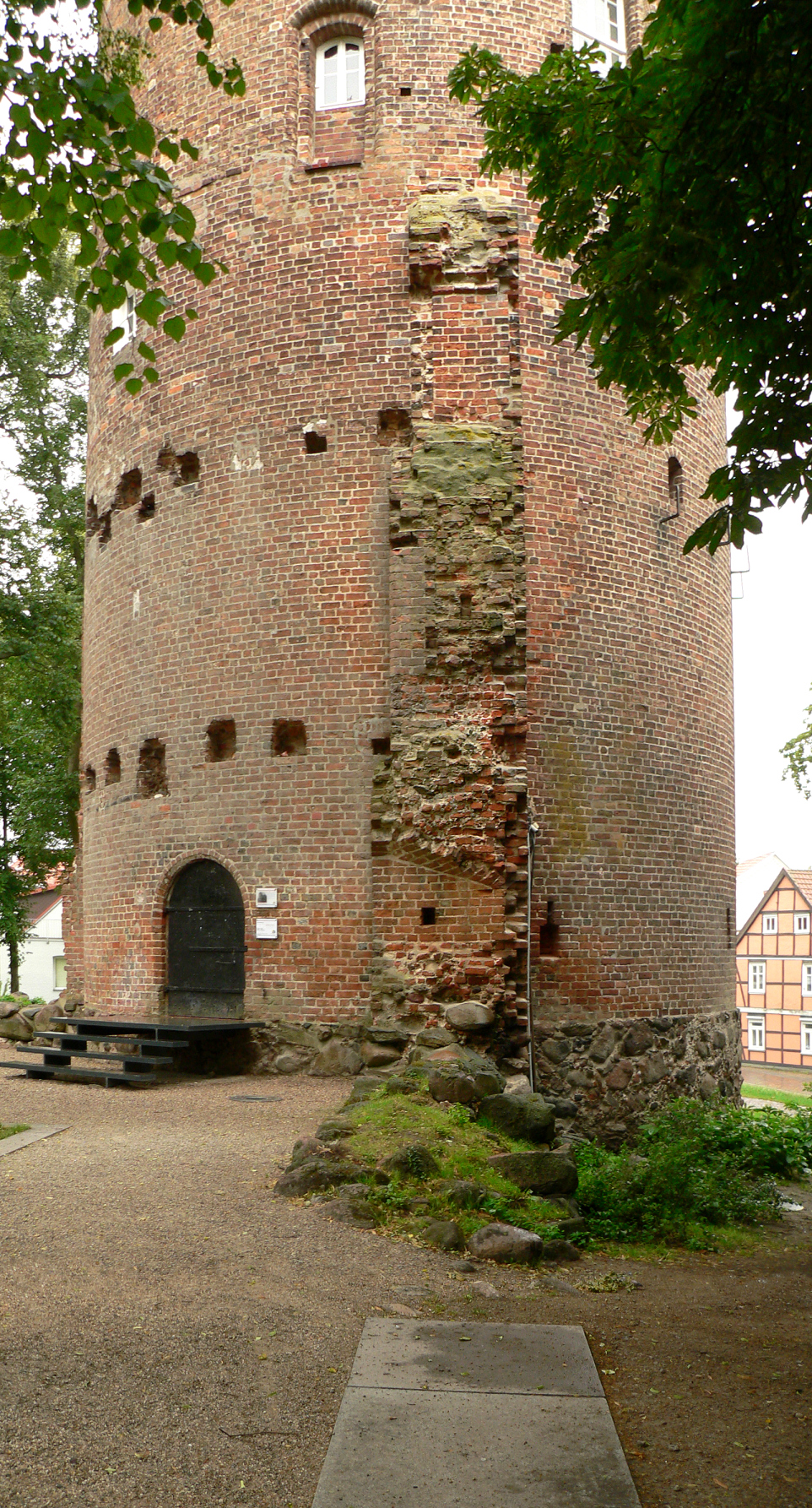
Amtsturm mit Maueransatz und Fundamentrest sowie im Boden rekonstruiertes Fundament
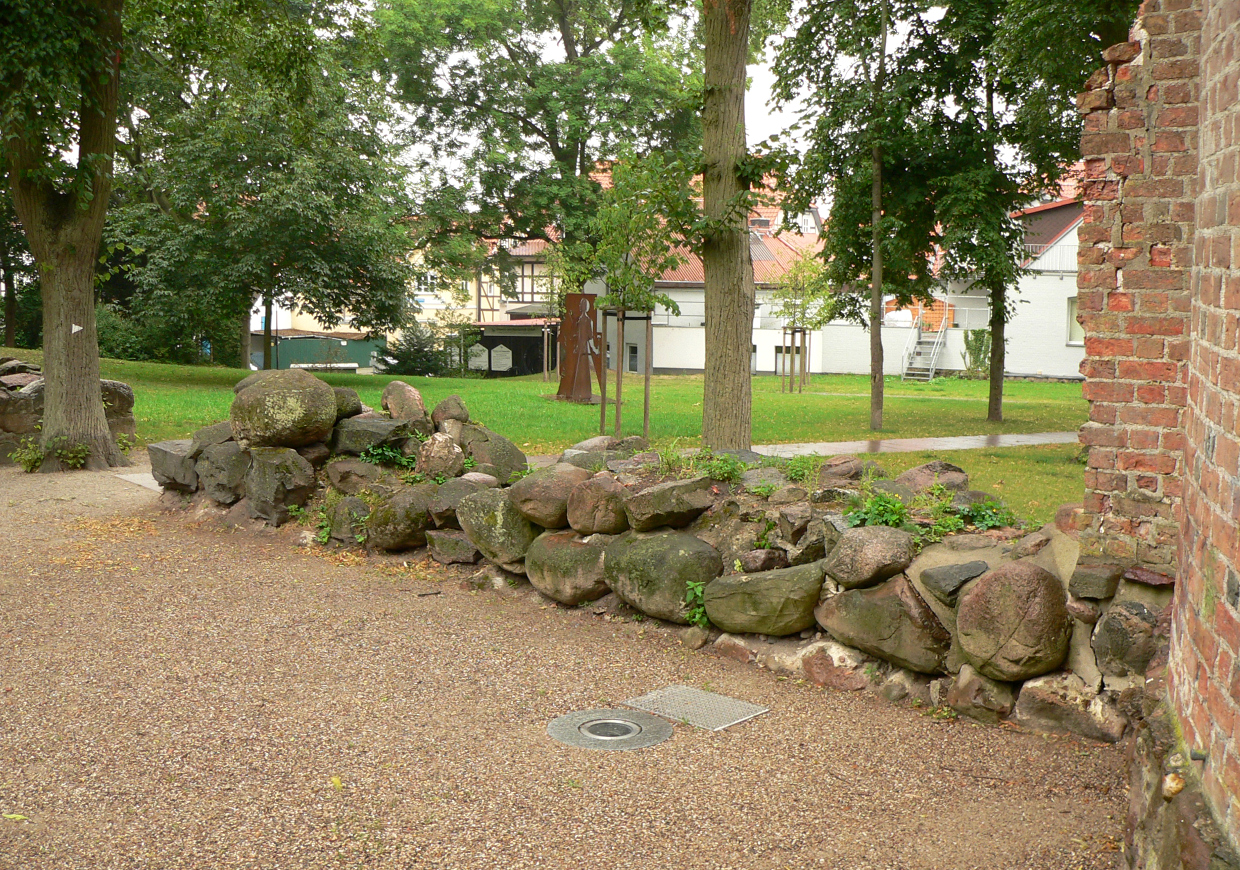
Wieder hergestelltes Feldsteinfundament am Amtsturm
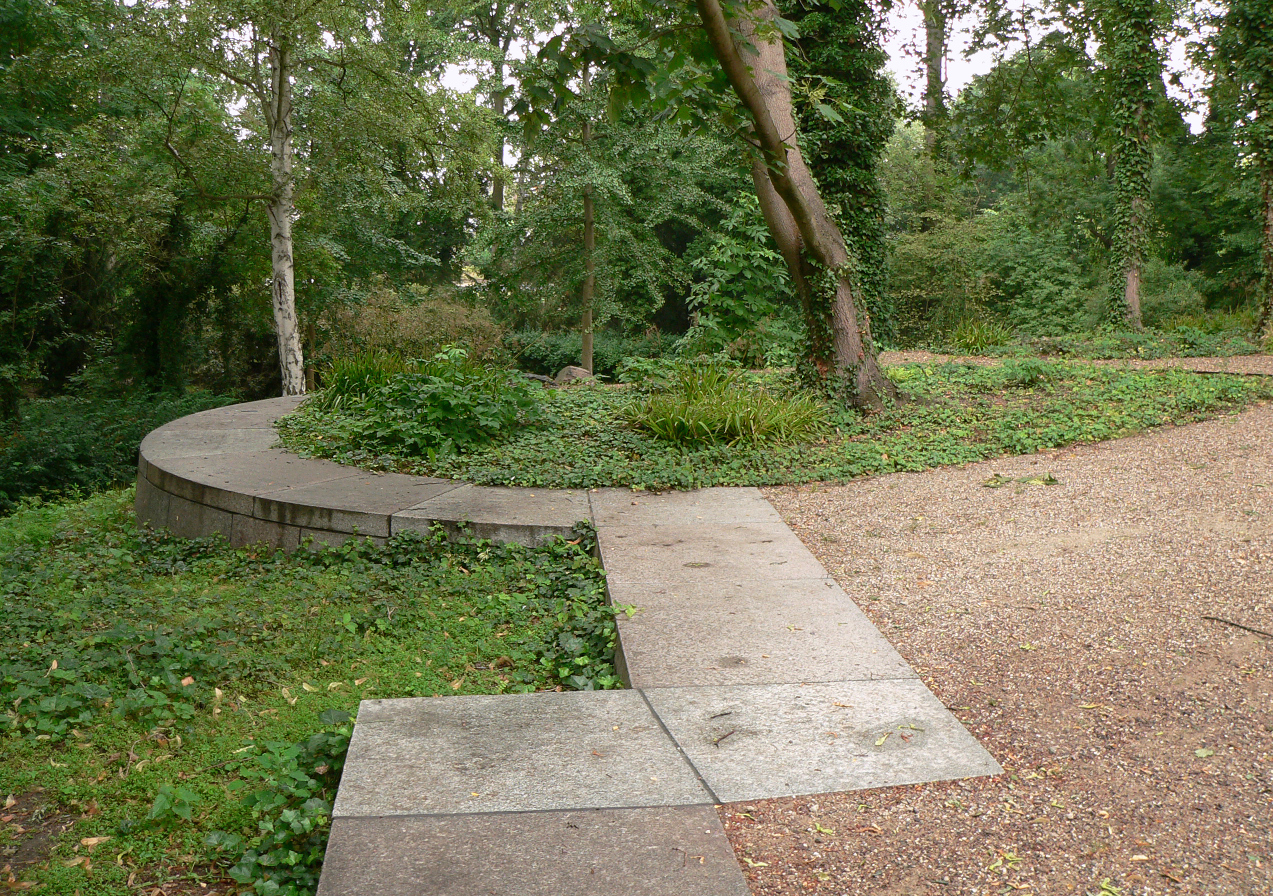
Rekonstruiertes Fundament eines Eckturms von Schloss Lüchow
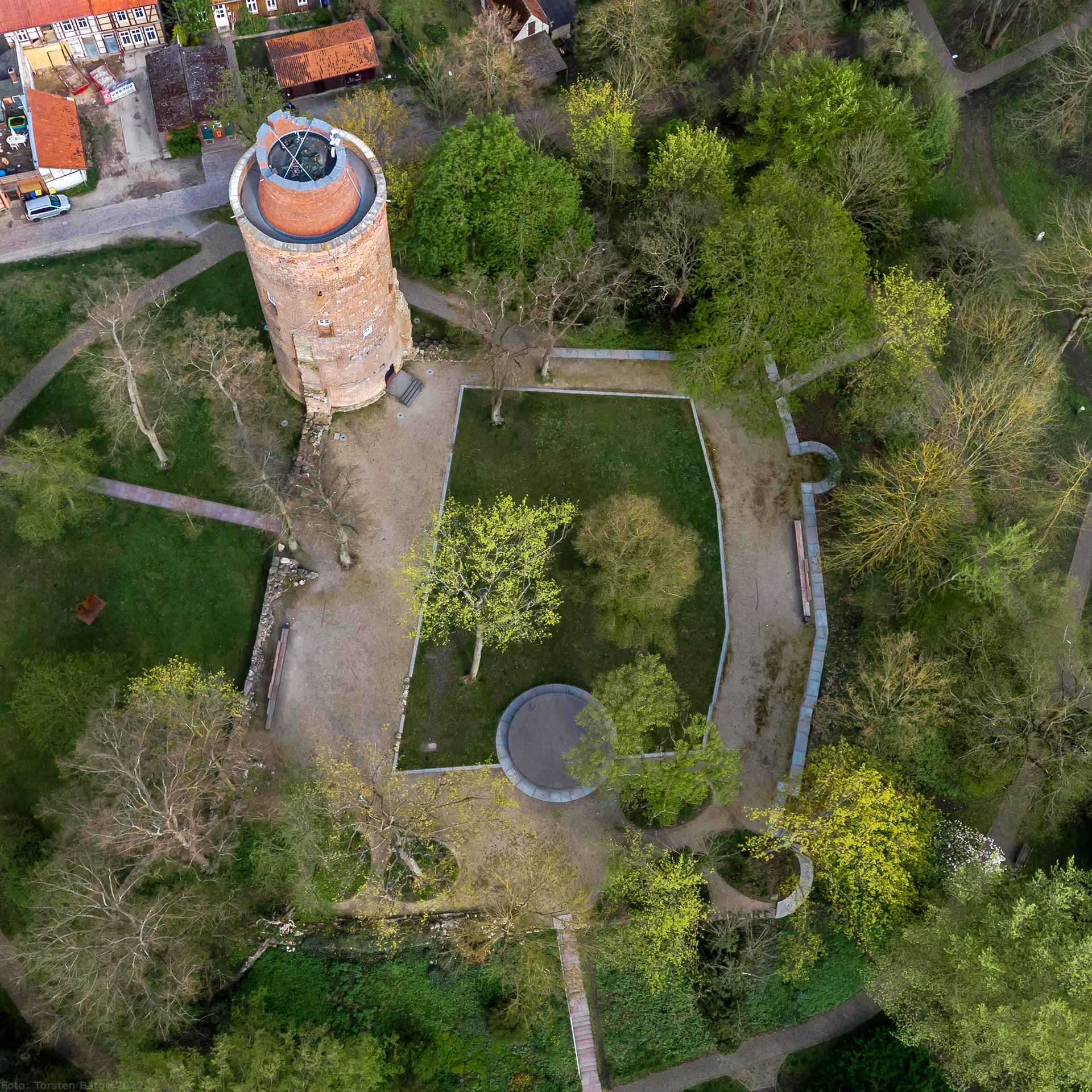
Rekonstruierter Grundriss des Schlosses, links oben der Amtsturm